# Martin Nielsen (bassist)
 For alternative betydninger, se Martin Nielsen. (Se også artikler, som begynder med Martin Nielsen)
Martin Nielsen er en dansk bassist, der er kendt fra bandet Dizzy Mizz Lizzy. Da gruppen stoppede i 1998, og Tim Christensen gik solo, valgte Nielsen er borgerligt liv, og havde flere ufaglærte jobs heriblandt som postbud.
I 2001 fik Nielsen sit første barn.

## Diskografi

### Med Dizzy Mizz Lizzy
- Dizzy Mizz Lizzy (1994)
- Rotator (1996)
- Forward in Reverse (2016)
- Alter Echo (2020)